# Список культових споруд Харкова
Список культових споруд Харкова — перелік храмів, церков, соборів, костелів, мечетей та інших релігійних установ міста Харкова. Найбільшою групою з них є християнські конфесії. Православ'я представлене Православною церквою України. Католицизм представлений Українською греко-католицькою церквою та Римо-католицькою церквою. Також є Вірменська апостольська церква. Іншими релігійними групами є Юдаїзм, Караїмізм, Іслам, Буддизм.
За роки свого існування Харків сформував багатошарову релігійну історію. Ще в XVII ст. у місті з'явилися перші кам'яні церкви — зокрема Покровський собор (наступник дерев'яного храму XVII ст.), зведений у 1689 році. На території старого оборонного укріплення було закладено Свято-Успенський собор, заснований у середині XVII ст. та перебудований у 1771—1777 роках, який і досі вважається найдавнішим православним храмом Харкова. У XIX столітті у місто зводять нові, часто монументальні культові споруди: зокрема, Благовіщенський катедральний собор (1888—1901) — один із найвеличніших і найбільших катедральних православних храмів Східної Європи. У період радянської окупації багато храмів було знесено, закрито чи перебудовано. Наприклад, втрачено один із найбільших храмів міста — Миколаївський собор, побудований у 1896 році на місті козацької Миколаївської церкви. Після відновлення Незалежности України в місті почалася нова хвиля зведення та відкриття культових споруд різних віросповідань.
Станом на 1 січня 2021 р. на території Харкова зареєстровано і діє 251 релігійна громада 54 конфесій різних напрямків.

## Християнство

### Православна церква України
| Назва                                               | Зображення | Адреса                                                                                | Дата спорудження / освячення | Опис | Стиль                           | Примітки          |
| --------------------------------------------------- | ---------- | ------------------------------------------------------------------------------------- | ---------------------------- | --- | ------------------------------- | ----------------- |
| Іоано-Богословський храм                            |            | вул. Велика Панасівська, 105-А                                                        | 1879—1885                    | Храм збудований у слободі Іванівка 1885 року на місці давнішої дерев'яної церкви за проєктом архітектора Федора Івановича Данилова. Закритий більшовиками 1930 року, перетворений на склад і занедбаний. 1991 року відновив роботу як храм УАПЦ. 2008 перейшов до УПЦ КП, а 2018 разом із нею увійшов до складу ПЦУ. Нині це єдиний старовинний храм міста, повернутий Православній церкві України. | Неокласицизм і неовізантійський | [ 6 ] [ 7 ] [ 8 ] |
| Храм на честь Вишгородської ікони Божої Матері      |            | вул. Немишлянська, 70                                                                 | 2000-ні                      | |                                 | [ 9 ] [ 10 ]      |
| Храм на честь Святителя Луки                        |            | вул. Культури, 5, територія Військово-медичного клінічного центру Північного регіону  |                              | |                                 | [ 9 ]             |
| Храм на честь святого мученика Іоана Воїна          |            | вул. Полтавський шлях, 192, територія Військового інституту танкових військ НТУ «ХПІ» |                              | |                                 | [ 9 ]             |
| Храм Святого великомученика і цілителя Пантелеймона |            | вул. Каденюка, 8-А                                                                    | 2000-ні                      | |                                 | [ 9 ]             |
| Храм Святого Духа                                   |            | просп. Героїв Харкова, 135-А (вулиця Тюрінська)                                       |                              | Поруч із Харківським дріжджовим заводом. Названий на честь старовинної церкви Святого Духа, що стояла неподалік. |                                 | [ 9 ] [ 11 ]      |

### УПЦ (МП)

#### Собори
| Назва                                    | Зображення | Адреса                     | Дата спорудження / освячення | Опис | Стиль                                 | Примітки                                  |
| ---------------------------------------- | ---------- | -------------------------- | ---------------------------- | --- | ------------------------------------- | ----------------------------------------- |
| Покровський собор                        |            | Університетська вулиця, 8  | 1689                         | Найдавніша збережена будівля міста, зведена українськими козаками за межами Харківської фортеці. Єдиний представник козацького бароко, що зберігся у Харкові. | Українське бароко                     | [ 12 ] [ 13 ] [ 14 ]                      |
| Свято-Благовіщенський катедральний собор |            | Благовіщенський майдан., 1 | 1888—1901                    | Один з найбільших катедральних соборів Східної Європи, побудований у 1888—1901 роках за проєктом архітектора Михайла Івановича Ловцова поруч зі старою церквою, яка була знесена. Благовіщенський собор входить до легендарного злотого трикутника, який складається з Успенського та Покровського соборів, є один із семи чудес Харкова. | Неовізантійський                      | [ 15 ] [ 16 ] [ 17 ]                      |
| Свято-Успенський собор                   |            | Університетська вулиця, 11 | 1771—1777                    | Собор побудований за проєктом невідомого архітектора на місці старої кам'яної будівлі. У 1821—1844 роках була прибудована дзвіниця, що стала найвищою спорудою міста до 2006 року. Проєкт дзвіниці виконав архітектор Васильєв Євген Олексійович, а після його смерті роботу закінчував Андрій Андрійович Тон.                            | Бароко (собор) й класицизм (дзвіниця) | [ 18 ] [ 19 ] [ 20 ] [ 21 ] [ 22 ] [ 23 ] |

#### Храми
| Назва                                                              | Зображення | Адреса                                                        | Дата спорудження / освячення       | Опис | Стиль                             | Примітки                                  |
| ------------------------------------------------------------------ | ---------- | ------------------------------------------------------------- | ---------------------------------- | --- | --------------------------------- | ----------------------------------------- |
| Антоніївський храм (університетський)                              |            | вулиця Університетська, 25                                    | 1831                               | Архітектор — Окулич-Казарин О. Г. | Класицизм                         | [ 24 ]                                    |
| Артемієво-Софіївський храм                                         |            | вулиця Золочівська, 20-А                                      | 2003—2007                          | |                                   | [ 25 ]                                    |
| Архангело-Михайлівський храм                                       |            | проспект Льва Ландау, 14                                      | 2011-2017                          | | Псевдоросійський                  | [ 26 ] [ 27 ]                             |
| Володимирський храм                                                |            | вулиця Нескорених, 43-А                                       | 2012                               | Поруч із церквою встановлено пам'ятник князю Володимиру. | Російсько-візантійський           | [ 28 ]                                    |
| Всесвятський храм                                                  |            | вулиця Нескорених, 43-А                                       | 19 листопада 2000, 22 березня 2019 | Малий храм на території Свято-Володимирського храму. | Еклектика                         | [ 29 ] [ 30 ]                             |
| Ікони Божої Матері «Відрада та Втіха»                              |            | вулиця Ірининська, 24                                         | грудень 2010—серпень 2011          | Нижній храм освячено на честь ікони Божої Матері «Живоносне джерело» | Дерев'яний                        | [ 31 ] [ 32 ]                             |
| Ікони Божої Матері «Всіх скорботних радість»                       |            | вулиця Ігоря Муратова, 7                                      | 2001                               | | Еклектика                         | [ 33 ]                                    |
| Ікони Божої Матері «Милостива»                                     |            | вулиця Холодногірська, 71                                     | 19 травня 2013                     | При воскресній школі при Введенському храмі |                                   | [ 34 ]                                    |
| Ікони Божої Матері «Цілителька»                                    |            | проспект Льва Ландау, 14                                      | грудень 2011                       | Малий храм при Архангело-Михайлівському храмі. |                                   | [ 35 ]                                    |
| Казанський храм                                                    |            | вулиця Курилівська, 78                                        | 1904—1912                          | Проєкт храму створив єпархіальний архітектор Володимир Християнович Нємкін, а після його смерті у 1908 році будівництво завершував архітектор Володимир Миколайович Покровський. Єдиний харківський храм, який не закривався з моменту освячення. Наприкінці 1930-х був головним храмом єпархії. | Неовізантійський                  | [ 36 ] [ 37 ] [ 38 ] [ 39 ]               |
| Костянтино-Оленінський храм                                        |            | вулиця Велика Панасівська, 199                                | 1907                               | Побудований за проєктом Володимира Нємкіна | Історизм                          | [ 40 ]                                    |
| Миколаївська церква                                                |            | вулиця Цементна, 8                                            | 1820                               | Церква в селі Григорівка була побудована у 1820 році за проєктом архітектора Євгена Олексійовича Васильєва на місці дерев'яної церкви. | Класицизм                         | [ 41 ] [ 42 ]                             |
| Миколаївський храм                                                 |            | проспект Жуковського, 10                                      | 19 грудня 2004                     | | Псевдоросійський                  | [ 43 ]                                    |
| Миколаївський храм                                                 |            | вулиця Власенка, 14                                           | 7 липня 2011—13 жовтня 2013        | |                                   | [ 44 ] [ 45 ]                             |
| Мироносицька церква                                                |            | вулиця Сумська, 30                                            | 22 серпня 2015                     | Будівництво нової дев'ятибанної церкви в стилі наближеному до українського бароко (осторонь від історичного місця, де до березня 1930-го була Мироносицька церква, розпочалося у вересні 2013 року, через п'ять років після символічного закладення. Йому передувала серія протестів місцевих мешканців проти будівництва. Відкриття храму відбулося 22 серпня 2015 року. Автор проєкту — Чечельницький Павло Георгійович                                                                       | Українське необароко              | [ 46 ] [ 47 ] [ 48 ] [ 49 ] [ 50 ] [ 51 ] |
| Озерянська церква                                                  |            | Університетська вулиця, 8                                     | 1896                               | На території Покровського монастиря. | Неовізантійський                  | [ 52 ]                                    |
| Озерянський храм (Церква Стрітення Озерянської ікони Божої Матері) |            | вулиця Полтавський Шлях, 124                                  | 1892—1901                          | Побудований за проєктом Володимира Християновича Нємкіна. | цегляний, неовізантійський        | [ 53 ]                                    |
| Пантелеймонівський храм                                            |            | вулиця Станіслава Партали, 3А                                 | 2011                               | Дерев'яний храм при лікарні швидкої та невідкладної допомоги № 4. Регулярне здійснення літургій розпочато у липні 2012 року. | Дерев'яний                        | [ 54 ]                                    |
| Петро-Павлівський храм                                             |            | вулиця Шевченка, 121                                          | 1872—1875                          | | Псевдоруський                     | [ 55 ]                                    |
| Покровський храм                                                   |            | вулиця Генерала Удовиченка, 36                                | 13 квітня 2008                     | |                                   | [ 56 ]                                    |
| Покровський храм                                                   |            | вулиця Зелена, 18                                             | 29 липня 1948, 2005—24 лютого 2013 | Заснований у викупленому місцевими жителями будинку в 1948 році. |                                   | [ 57 ]                                    |
| Преображенський храм                                               |            | вулиця Петра Набойченка, 16                                   | 1771                               | Первісно дерев'яна церква побудована у селі Велика Бабка і освячена в ім'я Покрова Пресвятої Богородиці 1771 року. На початку 1920-х років її закрили та передали на злам. Вона була придбана як будматеріал та перевезена 1926 року на приватну земельну ділянку. Будівля таємно використовувалася для богослужінь. 1986 року в церкві почав офіційно діяти Преображенський храм. В результаті перебудови пам'ятки архітектури, дерев'яна церква майже втрачена і закрита цегляною прибудовою. | Дерев'яний                        | [ 58 ] [ 59 ] [ 60 ]                      |
| Преображенський храм                                               |            | Салтівське шосе, 264Б                                         | 2011—2013                          | Храм розташований при Медкомплексі. | Необароко                         | [ 61 ] [ 62 ]                             |
| Свято-Миколаївський храм                                           |            | вулиця Гетьманська, 11                                        | 1890—1900                          | Храм побудовано за проєктом архітектора Володимира Християновича Нємкіна в селі Жихор. | Неовізантійський та псевдоруський | [ 63 ]                                    |
| Свято-Олександро-Невський храм                                     |            | вулиця Академіка Павлова, 46                                  | 1907                               | Церква на території лікарні Сабурова дача була зведена за проєктом архітектора Михайла Івановича Ловцова, автора проєкту Благовіщенського собору, у схожому стилі. | Неовізантійський та псевдоруський | [ 64 ]                                    |
| Свято-Пантелеймонівський храм                                      |            | вулиця Клочківська, 94А                                       | 27 липня 1885                      | Побудований за проєктом Михайла Івановича Ловцова | Неовізантійський                  | [ 65 ]                                    |
| Троїцький храм                                                     |            | Троїцький провулок, 3                                         | 1858—1860                          | Церква заснована у XVIII столітті та побудована у 1858—1860 роках за проєктом архітектора Андрія Тона. Після початку радянської окупації храм припинив функціонувати як релігійна установа. Приміщення передано під хлібозавод. | класицизм та неовізантійський     | [ 66 ] [ 67 ] [ 68 ] [ 69 ]               |
| Трьохсвятительський (Гольбергівський) храм                         |            | Гольдбергівська вулиця, 101                                   | 1907—1915                          | Побудований з ініціативи голови Міського купецького товариства, купця першої гільдії Григорія Йосиповича Гольберга та його дружини Марії на їх власній земельній ділянці. | псевдоруський, неовізантійський   | [ 70 ] [ 71 ]                             |
| Храм 2000-річчя Різдва Христового                                  |            | проспект Науки, 65                                            | листопад 2000                      | Нижній храм освячений на честь преподобного Сергія Радонезького. |                                   | [ 72 ] [ 73 ]                             |
| Храм Всіх Святих                                                   |            | вулиця Юрія Савчина                                           |                                    | |                                   | [ 74 ]                                    |
| Храм Ікони Божої Матері «Стягнення загиблих»                       |            | вулиця Культури, 22А                                          | 2006—2008                          | Інша назва — храм воїна Євгена Родіонова. Храм побудований за участю об'єднання воїнів-інтернаціоналістів. Автори проєкту: Скляренко П., Нестерова С., Федірко О. |                                   | [ 75 ] [ 76 ]                             |
| Храм Іоанна Златоуста                                              |            | вулиця Миру, 92                                               | 2011                               | Храм відкрито в колишній будівлі будинку культури плиткового заводу | Радянський неокласицизм           | [ 77 ] [ 78 ]                             |
| Храм Петра і Павла                                                 |            | вулиця Григорія Сковороди, 108                                | 2006                               | |                                   | [ 79 ]                                    |
| Храм Святого великомученика Георгія Побідоносця                    |            | проспект Героїв Харкова, 297                                  | 2011—20 червня 2016                | | Неовізантійський                  | [ 80 ] [ 81 ]                             |
| Храм Святого великомученика Георгія Побідоносця                    |            | вулиця Леся Сердюка, 37/1, на території ЖК «Інтернаціоналіст» | 1996—2008                          | |                                   | [ 82 ] [ 83 ] [ 84 ]                      |
| Храм Святого Преподобного Благовірного князя Олега Брянського      |            | вулиця Помірки, 70                                            | 2008                               | |                                   | [ 85 ]                                    |
| Храм Святої Благовірної Цариці Тамари                              |            | проспект Академіка Курчатова, 16                              | 23 серпня 2013                     | Перший храм у П'ятихатках. | Необароко                         | [ 86 ] [ 87 ] [ 88 ] [ 89 ]               |
| Храм святої рівноапостольної княгині Ольги                         |            | проспект Героїв Харкова, 195                                  | 2018                               | | Псевдоросійський                  | [ 90 ]                                    |
| Храм Святої Рівноапостольної Марії Магдалини                       |            | вулиця Скіфська, 50                                           | 2006                               | Побудований при церкві Вознесіння Господнього із карпатської деревини без єдиного цвяха коштом мецената. | Дерев'яний                        | [ 91 ]                                    |
| Храм священномученика Валентина, єпископа Інтерамнського           |            | вулиця Валентинівська, 4                                      | 2010                               | Храм при Національному фармацевтичному університеті. Будівництво верхнього храму досі продовжується. | Псевдоросійський                  | [ 92 ] [ 93 ]                             |
| Храм Священномученика Олександра, архієпископа Харківського        |            | проспект Олександрівський, 162а                               | 2000—2004                          | Поруч із храмом відкрито пам'ятник архієпископу Російської православної церкви Олександру. |                                   | [ 94 ]                                    |
| Храм Софії, премудрості Божої                                      |            | вулиця Золочівська, 20а                                       | 2003—2012                          | Автор проєкту — Кононович Л. Т. | Псевдоросійський                  | [ 95 ] [ 96 ] [ 25 ]                      |
| Храм усікновення глави Іоана Предтечі                              |            | вулиця Алчевських, 50                                         | 1857                               | Побудований як кладовищенська церква на території Івано-Усікновенського кладовища, знесеного у 1970-х. | класицизм та неовізантійський     | [ 97 ]                                    |
| Церква Вознесіння Господнього                                      |            | вулиця Скіфська, 50                                           | 1914                               | | Цегляний                          | [ 98 ]                                    |
| Церква Олександра Невського                                        |            | вулиця Саржинка, 1                                            | 12 липня 2018                      | | Псевдоросійський                  | [ 99 ] [ 100 ]                            |
| Церква Різдва Іоанна Предтечі                                      |            | проспект Льва Ландау, 50                                      | 2005                               | |                                   | [ 101 ]                                   |
| Церква Смоленської ікони Божої Матері                              |            | вулиця Семінарська, 46, корпус 2                              | 2014                               | Відкритий у колишній господарській будівлі міщанської богодільні. Частково зруйнований російським авіаударом у 2022 році. |                                   | [ 102 ]                                   |

#### Каплиці й домові церкви
| Назва                                                | Зображення | Адреса                                                   | Дата спорудження / освячення | Опис                                                                        | Стиль        | Примітки        |
| ---------------------------------------------------- | ---------- | -------------------------------------------------------- | ---------------------------- | --------------------------------------------------------------------------- | ------------ | --------------- |
| Вікторівська каплиця                                 |            | Харківське шосе, 5/11                                    |                              |                                                                             |              |                 |
| Гавриїлівський домовий храм                          |            | вулиця Бригади Хартія, 8                                 |                              |                                                                             |              |                 |
| Каплиця Агапіта Печерського                          |            | вулиця Архітекторів, 36А                                 |                              |                                                                             |              |                 |
| Каплиця Архангела Михайла                            |            | вулиця Жон Мироносиць, 13                                | 1999                         | Автор проєкту — Володимир Новгородов                                        |              | [ 103 ]         |
| Каплиця Ікони Божої Матері «Втамуй мої печалі»       |            | вулиця Рубанівська, 40                                   |                              |                                                                             |              |                 |
| Каплиця Ікони Божої матері «Живоносне джерело»       |            | вулиця Станіслава Партали, 5 в ЦБ № 5                    |                              |                                                                             |              |                 |
| Каплиця Ікони Божої матері «Стягнення загиблих»      |            | Лісопарк, меморіал Слави                                 | 2016                         |                                                                             | Неокласицизм | [ 104 ]         |
| Каплиця Святого Миколая                              |            | вулиця Добродецького                                     |                              | При 8-му цвинтарі                                                           |              |                 |
| Каплиця Святого Миколая                              |            | вулиця Шевченка, 8                                       |                              | При головному управлінні ДСНС України                                       | Дерев'яний   |                 |
| Каплиця Святого Миколая                              |            | 2-й Істомінський провулок, 22А                           |                              | На території Харківської обласної ради Всеукраїнської спілки автомобілістів |              |                 |
| Каплиця Святої Татіани                               |            | вулиця Майка Йогансена, 27                               | 2007                         |                                                                             |              | [ 105 ] [ 106 ] |
| Каплиця Феодоровської ікони Божої Матері             |            | вулиця Луї Пастера, 2/2                                  | 2015                         | Автор проєкту — Сергій Чечельницький                                        | Еклектика    | [ 107 ]         |
| Молільна кімната на честь Спиридона Триміфунтського  |            | проспект Перемоги, 77-А                                  |                              |                                                                             |              |                 |
| Молільна кімната на честь сповідника Луки Кримського |            | вулиця Луї Пастера, 4а                                   |                              | У хоспісі                                                                   |              |                 |
| Приватна каплиця Святого Гавриїла                    |            | ріг вулиці Героїв рятувальників та провулку Синельникова | 2007—2009                    | Не освячена                                                                 |              | [ 108 ]         |

#### Недобудовані
| Назва                                   | Зображення | Адреса                      | Дата початку спорудження | Опис | Стиль                   | Примітки                        |
| --------------------------------------- | ---------- | --------------------------- | ------------------------ | --- | ----------------------- | ------------------------------- |
| Введенський храм                        |            | вулиця Холодногірська, 71   | 2018                     | | Російсько-візантійський | [ 109 ]                         |
| Свято-Духівський храм                   |            | проспект Героїв Харкова, 94 |                          | На честь храму, що існував не далеко від цього місця. Має незвичайну вузьку форму. Відбудовується не за історичним проєктом. | Псевдоросійський        | [ 110 ]                         |
| Храм ікони «Чорнобильський спас»        |            | вулиця Метробудівників, 17  | 2009                     | Будівництво зіткнулося з протестом місцевих мешканців та заморожено. Встановлено хрест |                         | [ 111 ] [ 112 ]                 |
| Храм Матрони Московської                |            | Салтівське шосе, 133        | 2006                     | З 2006 року на території парку Перемоги зводиться церква Матрьони Московської УПЦ Московського патріархату в псевдоросійському стилі, що нагадує Успенський собор у Москві. Проєкт храму виконав скандально відомий колишній головний архітектор Харкова Сергій Георгійович Чечельницький. Станом 2025 рік зведення продовжується. При храмі також будується церковнопарафіяльна школа. | Псевдоросійський        | [ 113 ] [ 114 ] [ 115 ] [ 116 ] |
| Храм Преподобного Олексія, Людини Божої |            | вулиця Клочківська, 317     | 2004                     | Храм будується при Олекіївському джерелі. Названий на честь храму, що стояв не далеко від цього місця та був зруйнований у 1943 році. |                         | [ 117 ] [ 118 ]                 |
| Храм Різдва Пресвятої Богородиці        |            | вулиця 92-ї Бригади, 40     | 2012                     | |                         | [ 119 ]                         |

### Римсько-католицька церква
| Назва                                                         | Зображення | Адреса                | Дата початку спорудження | Опис                                               | Стиль        | Примітки |
| ------------------------------------------------------------- | ---------- | --------------------- | ------------------------ | -------------------------------------------------- | ------------ | -------- |
| Собор Успіння Пресвятої Діви Марії                            |            | вулиця Гоголя, 4      | 1887—1892                | Автор проєкту — Михаловський Болеслав Георгійович. | Неоготика    | [ 120 ]  |
| Єпископська каплиця в Курії                                   |            | вулиця Гоголя, 4      | 2010—2013                | Автор проєкту — Новгородов Володимир Євгенович     | Еклектика    | [ 121 ]  |
| Костел Святого Вінсента де Поля                               |            | вул. Костьольна, 6А   | 1995—1996                |                                                    | Неокласичний | [ 122 ]  |
| Костел Святої Родини                                          |            | вул. Клочківська, 319 | 2004—2012                | Автор проєкту — Новгородов Володимир Євгенович     |              | [ 123 ]  |
| Каплиця Божого Милосердя i св. Шарбеля                        |            | вул. Шарикова, 26     | 2008—2010                |                                                    |              | [ 124 ]  |
| Храм Матері Божої Скапулярія та святого Рафаїла Калиновського |            | вулиця Катаєва, 22    |                          |                                                    |              |          |

### Українська греко-католицька церква
| Назва                           | Зображення | Адреса                           | Дата початку спорудження                        | Опис | Стиль          | Примітки |
| ------------------------------- | ---------- | -------------------------------- | ----------------------------------------------- | --- | -------------- | -------- |
| Свято-Дмитрівська церква        |            | вул. Полтавський шлях, 44        | 1804, реконструкції: 1841—1842, 1886—1895, 1935 | Автори проєктів: Васильєв Євген Олексійович, Ловцов Михайло Іванович. Первісно православний храм. Закритий радянською владою, а з 2020 року перебуває у складі УГКЦ. | Конструктивізм | [ 125 ]  |
| Храм Святого Миколая Чудотворця |            | вулиця Гвардійців-Широнінців, 6а |                                                 | Автор проєкту — Чечельницький Сергій Георгійович. Будується. |                | [ 126 ]  |

### Вірменська апостольська церква
| Назва                      | Зображення | Адреса             | Дата початку спорудження | Опис | Стиль        | Примітки |
| -------------------------- | ---------- | ------------------ | ------------------------ | ---- | ------------ | -------- |
| Церква Святого Воскресіння |            | вул. Шевченка, 114 | 2004                     |      | Неокласичний |          |

### Протестантизм
| Назва                    | Зображення | Адреса                   | Дата початку спорудження | Опис                      | Стиль | Примітки |
| ------------------------ | ---------- | ------------------------ | ------------------------ | ------------------------- | ----- | -------- |
| Кірха Святого Вознесіння |            | вул. Бригади Хартія, 12А | 2000                     | Автор проєкту — А. Н. Чуб |       | [ 127 ]  |

### Баптизм
| Назва                         | Зображення | Адреса                        | Дата початку спорудження | Опис                                                                                          | Стиль  | Примітки |
| ----------------------------- | ---------- | ----------------------------- | ------------------------ | --------------------------------------------------------------------------------------------- | ------ | -------- |
| Східна церква ЄХБ             |            | вулиця Луї Пастера, 247       |                          |                                                                                               |        |          |
| Церква «Преображення»         |            | Ярославська вулиця, 28        | 1914                     | Колишній старообрядницький храм. Побудований у 1914 році з силікатної цегли заводу «Силікат». | модерн | [ 128 ]  |
| Церква ЄХБ «Світло Євангелія» |            | вулиця Юрія Паращука, 6       |                          |                                                                                               |        |          |
| Яснополянська церква ЄХБ      |            | вулиця Академіка Грищенка, 56 |                          |                                                                                               |        |          |

### Старообрядництво
| Назва                                                                  | Зображення | Адреса                       | Дата початку спорудження | Опис | Стиль | Примітки        |
| ---------------------------------------------------------------------- | ---------- | ---------------------------- | ------------------------ | ---- | ----- | --------------- |
| Храм Російської православної старообрядської церкви                    |            | провулок Михайла Бойчука, 23 |                          |      |       |                 |
| Храм Успіння Пресвятої Богородиці Давньоправославної поморської церкви |            | вулиця Поморська, 7          | 2016                     |      |       | [ 129 ] [ 130 ] |

## Юдаїзм
| Назва                | Зображення | Адреса                      | Дата початку спорудження | Опис | Стиль                    | Примітки |
| -------------------- | ---------- | --------------------------- | ------------------------ | --- | ------------------------ | -------- |
| Хоральна синагога    |            | вул. Григорія Сковороди, 12 | 1912—1913                | Автори проєкту: Гевірц Яків-Мойсей Германович, Фельдман Валентин Августович, Піскунов Михайло Федорович | Неоготика, мавританський | [ 131 ]  |
| Чоботарська синагога |            | вул. Чоботарська, 17        | 1912                     | Автор проєкту — Гершкович Борис Ісакович                                                                | неомавританський         | [ 132 ]  |

## Караїмізм
| Назва  | Зображення | Адреса            | Дата початку спорудження | Опис                                        | Стиль        | Примітки |
| ------ | ---------- | ----------------- | ------------------------ | ------------------------------------------- | ------------ | -------- |
| Кенаса |            | вул. Кузнечна, 24 | 1891—1893                | Автор проєкту — Покровський Борис Семенович | Неокласицизм | [ 133 ]  |

## Іслам
| Назва                                              | Зображення | Адреса                           | Дата початку спорудження | Опис | Стиль | Примітки |
| -------------------------------------------------- | ---------- | -------------------------------- | ------------------------ | --- | ----- | -------- |
| Харківська соборна мечеть                          |            | вул. Ярославська, 31             | 2006                     | Автор проєкту — Муратов Ілляс Тагірович. Відбудована на місці знесеної у радянські роки у тому ж вигляді. |       | [ 134 ]  |
| Ісламський культурний центр м. Харкова «Аль-Манар» |            | пров. Селищний, 2                | 1994                     | |       | [ 135 ]  |
| Мечеть Імама Алі                                   |            | вулиця Комунальників, 3Б         |                          | |       |          |
| Мечеть Сунна                                       |            | вулиця Академіка Барабашова, 36б |                          | |       |          |
| Мечеть Аль-Барокат                                 |            | Цигарівський провулок, 8         |                          | |       |          |

## Буддизм
| Назва                   | Зображення | Адреса             | Дата початку спорудження | Опис | Стиль | Примітки |
| ----------------------- | ---------- | ------------------ | ------------------------ | ---- | ----- | -------- |
| Пагода «Чук Лам Харків» |            | вул. Киргизька, 19 | 2007                     |      |       | [ 136 ]  |

## Втрачені та закриті
| Назва                                                 | Зображення                                      | Сучасна адреса                                                                              | Дата спорудження / освячення                     | Дата закриття / руйнації                  | Опис | Стиль                             | Примітки                        |
| ----------------------------------------------------- | ----------------------------------------------- | ------------------------------------------------------------------------------------------- | ------------------------------------------------ | ----------------------------------------- | --- | --------------------------------- | ------------------------------- |
| Варваринська домова церква                            |                                                 | вулиця Григорія Сковороди, 79                                                               | 1854                                             | 1920-ті                                   | Церква колишнього Єпархіального жіночого училища. Будівля постраждала у роки Другої світової війни, після чого була надбудована та втратила баню. | неокласицизм                      | [ 137 ]                         |
| Вознесенський храм                                    |                                                 | майдан Оборонний Вал                                                                        | 1869—1876                                        | 1920-ті                                   | Вперше на цьому місці була побудована Вознесенська церква у 1675 році. Це був дерев'яний храм. 1733 року його замінили новим, теж дерев'яним. Але ця церква згоріла в 1787 році. Сім років потому губернський архітектор П. А. Ярославський розробив проєкт нового дерев'яного храму з окремою дзвіницею. Тільки в 1869—1876 роках була побудована нова мурована Вознесенська церква за зразковим проєктом А. Тона, переробленим губернським архітектором Б. С. Покровським. В радянські роки надбудований те перетворений на навчальний корпус Харківського національного технічного університету сільського господарства імені Петра Василенка. Влітку 1800 року на її стіні храму з'явився пасквіль на Павла I. Пасквіль та його читачів відправили на дізнання до Санкт-Петербурга. Оскільки авторство не було встановлено, Павло наказав оголосити, що якщо автора не відшукають, кожен десятий харківець буде битий батогом, місто буде ліквідовано, а мешканці відправлені на поселення до Сибіру. Автора так і не знайшли; і лише вбивство Павла змовниками врятувало Харків. | класицизм                         | [ 138 ]                         |
| Воскресенський храм                                   |                                                 | майдан Ірини Бугримової                                                                     | 1795—1797                                        | 3 листопада 1922                          | Парафіяльний трипрестольний храм Воскресіння Христового вперше згадується у 1655 році. Він заснований на території Краснокутського провулка (280 метрів на схід від сучасного майдану Ірини Бугримової). 1742 року храм переміщено на територію Занетіченської площі. Автор проєкту кам'яного храму — Ярославський Петро Антонович. Пізніше храм перебудовувався. Знесений у 1922 році. | неокласицизм                      | [ 139 ] [ 140 ] [ 141 ] [ 142 ] |
| Всехсвятська церква                                   |                                                 | вулиця Волонтерська, 2б                                                                     | 1844—1849                                        | 1960-ті                                   | При Холодногірському цвинтарі. Знесено у період радянської окупації, на місці церкви та Холодногірського цвинтаря збудовано стадіон «Трудові резерви» | класицизм                         | [ 143 ]                         |
| Домова Олександро-Невська церква                      |                                                 | вулиця Сумська, 13                                                                          | 1906                                             |                                           | Домова церква будинку Олександра Юзефовича. Пізніше при його друкарні газети «Південний край». Розташовувалася у невеликій башті, прибудованій у 1906 році за проєктом Юлія Цауне. | неокласицизм                      | [ 144 ]                         |
| Домова церква Марії Магдалини                         |                                                 | вулиця Сумська, 35                                                                          |                                                  | 1940-ві                                   | При інституті шляхетних дівчат. Будівля інституту зруйнована після Другої світової війни. |                                   | [ 144 ]                         |
| Домова церква Спаса Нерукотворного                    |                                                 | вулиця Григорія Сковороди, 77                                                               |                                                  | 1943                                      | При Олександрівському комерційному училищі. |                                   |                                 |
| Каплиця Покровського монастиря на вулиці Клочківській |                                                 | вулиця Клочківська                                                                          | ХІХ століття                                     | 1920-ті                                   | |                                   |                                 |
| Каплунівська церква                                   |                                                 | вулиця Григорія Сковороди, 54                                                               | 1808—1810                                        | 1929                                      | Побудована за проєктом Євгена Олексійовича Васильєва. На її місці зведено багатоповерховий житловий будинок. | класицизм                         | [ 145 ]                         |
| Каплунівський храм                                    |                                                 | вулиця Манізера, 3                                                                          | 1902–1912                                        | 1929                                      | Побудована за проєктом Олексія Миколайовича Бекетова. На її місці зведено багатоповерховий житловий будинок. | давньоруський                     | [ 145 ]                         |
| Кирило-Мефодіївський храм                             |                                                 | між вулицею Георгія Тарасенка та проспектом Героїв Харкова, навпроти головної будівлі ХЕМЗу | 1887—1896                                        | 1934                                      | Кладовищенська церква, побудована за проєктом Володимира Християновича Нємкіна. Знесена у 1934 році при ліквідації цвинтаря, на місці якого було розбито парк ім. Артема (нині Машинобудівельників). | неовізантійський                  | [ 146 ]                         |
| Лютеранська кірха                                     |                                                 | вулиця Гоголя, 2                                                                            | 1827—1829, 1912—1913                             | 1958                                      | На цьому місці зведено багатоповерхівку. | неоромантизм                      | [ 147 ]                         |
| Миколаївська каплиця                                  |                                                 | вулиця Квітки-Основ'яненка, поруч із вівтарною стіною Успенського собору                    |                                                  | 1960-ті                                   | Побудована у 1896 році над фамільним склепом Квіток. Знесено у 1960-х, зараз на місці каплиці невелика залізна піраміда. |                                   |                                 |
| Миколаївський собор, Стара Миколаївська церква        | Стара Миколаївська церква · Миколаївський собор | майдан Конституції                                                                          | 1764—1770, 1896                                  | 1930                                      | Побудований 1896 року за проєктом харківського єпархіального архітектора Володимира Нємкіна на місці старої Миколаївської церкви. Знесений 1930 року, за офіційною версією, у зв'язку з прокладанням трамвайної лінії. | козацьке бароко, неовізантійський | [ 148 ]                         |
| Миколаївський храм                                    |                                                 | проспект Героїв Харкова, 195                                                                | 1895—1900                                        | ХХ століття                               | При Миколаївській лікарні. Церква знаходилася в центральній частині будівлі лікарні, що виступає, між двома корпусами, де зараз знаходиться вхід до хоспісу при 17-й лікарні. Споруда вціліла, однак була перебудована у новому стилі. | еклектика                         | [ 149 ]                         |
| Мироносицька церква                                   |                                                 | вулиця Сумська, 30                                                                          | 1701, 1838—1841, 1909—1911                       | 11 березня 1930                           | Кладовищенська церква. На її місці після зносу розмістили тролейбусне депо, а пізніше розбили сквер Перемоги. | класицизм, неовізантійський       | [ 150 ]                         |
| Михайлівський храм                                    |                                                 | майдан Героїв Небесної Сотні, Михайлівський сквер                                           | 1783—1787                                        | 1960-ті                                   | Великий храм з чотириярусною дзвіницею. Автор проєкту — Петро Антонович Ярославський. | неокласицизм                      | [ 151 ]                         |
| Міщанська синагога                                    |                                                 | вулиця Громадянська, 19                                                                     | кінець ХІХ століття                              | 1960-ті                                   | На місці синагоги зведено нову офісну будівлю. |                                   | [ 152 ]                         |
| Мордвинівська синагога                                |                                                 | провулок Кравцова, 15                                                                       | 1915                                             | 1930-ті                                   | Автор проєкту — Юлій Семенович Цауне. У будівлі колишньої синагоги відкрито Харківський планетарій. |                                   | [ 153 ]                         |
| Олександрівська каплиця                               |                                                 | Привокзальний майдан                                                                        | 1882—1885                                        | 1920-ті                                   | Побудована в пам'ять про імператора Олександра II на Привокзальній площі у 1882—1885 роках за проєктом архітектора Загоскіна Сергія Іліодоровича | неовізантійський                  | [ 154 ]                         |
| Олександрівська каплиця                               |                                                 | Сергіївський майдан                                                                         | 1882—1889                                        | 1920-ті                                   | Споруджена у 1882—1889 роках за проєктом архітектора Бориса Семеновича Покровського. | неовізантійський                  | [ 155 ]                         |
| Олександрівська каплиця                               |                                                 | вулиця Благовіщенська, 23                                                                   | 1869—1870                                        | 1920-ті                                   | Побудована у 1869—1870 рр. за проєктом архітектора Покровського Бориса Семеновича. При Олександрівській лікарні | неовізантійський                  | [ 156 ]                         |
| Олександро-Невський храм                              |                                                 | вулиця Заїківська, 18/1                                                                     | 1878                                             | 1960-ті                                   | Побудована 1878 року, знесена на початку 1960-х. На місці церкви збудовано будівлю хіміко-механічного технікуму (нинішній Фармацевтичний коледж) | класицизм, модерн                 | [ 157 ]                         |
| Покровський храм                                      |                                                 | вулиця Генерала Удовиченка, 36                                                              | 1655, 1760 (новий храм)                          | 1946                                      | У 1927—1933 роках храм почали руйнувати, а у 1946 підірвали. Нині храм відбудовано на новому місці. |                                   | [ 56 ]                          |
| Преображенський храм                                  |                                                 | Карташівська вулиця, 1, ріг Гончарівського бульвару                                         | 1869                                             | 1960-ті                                   | Автор проєкту — Федір Іванович Данилов. Зруйнований для розширення Гончарівського бульвару. | еклектика                         | [ 158 ]                         |
| Різдвяний храм                                        |                                                 | Сквер Владислави Черних, вулиця Конторська                                                  | 1783                                             | 1920-ті                                   | | класицизм                         | [ 159 ]                         |
| Святодухівський храм                                  |                                                 | майдан Захисників України, проспект Героїв Харкова, 94                                      | 1848—1854, 1902                                  | 1938                                      | На місці колишньої церкви встановлено камінь. | еклектика                         | [ 160 ]                         |
| Соляниківська синагога                                |                                                 | Подільський провулок, 12                                                                    | 1911                                             | 1930-ті                                   | Побудовано за проєктом архітектора Мойсея Лазаревича Мелетинського. Закрита радянською владою, декорації фасаду повністю знищено, а будівлю надбудовано. | неомавританський                  | [ 161 ] [ 162 ]                 |
| Старообрядницька церква Святої Трійці                 |                                                 | майдан Ірини Бугримової                                                                     | 1764                                             | 1920-ті                                   | На її місці у 1970-х роках і побудували цирк. | еклектика                         | [ 163 ] [ 164 ]                 |
| Троїцька Єдиновірча церква                            |                                                 | вулиця Катерининська, 67                                                                    | 1892—1911                                        | 1920-ті                                   | Побудована за проєктом Володимира Християновича Нємкіна. Навколо культової споруди зведено нову будівлю, лише частина церковних стін вціліла з боку двору та всередині будівлі, де у 2000-х знайшли залишки фресок. |                                   | [ 165 ]                         |
| Храм Володимирської ікони Божої матері                |                                                 | вулиця Семінарська, 92                                                                      | 1917                                             | 1936—1940                                 | Останній дорадянський храм Харкова, збудований за проєктом Петра Толкачова. Закритий у 1936-му, розібраний до 1940-х років. |                                   | [ 102 ]                         |
| Храм Різдва Богородиці                                |                                                 | Армійський в'їзд                                                                            | 1839                                             | 1943—1945                                 | Пошкоджено у роки Другої світової війни, пізніше знесено. | класицизм                         | [ 166 ]                         |
| Храм Різдва Іоанна Предтечі                           |                                                 | парк імені Квітки-Основ'яненка, вулиця Москалівська, 106                                    | 1876                                             | 1930-ті                                   | Автор проєкту — Федір Іванович Данилов. | еклектика                         | [ 167 ]                         |
| Церква ікони Божої Матері «Всіх скорботних Радість»   |                                                 | вулиця Семінарська, 22, при Міщанській богадільні                                           | 1885—1890 (будівництво), 1889 (освячення церкви) | закрита після початку радянської окупації | Міщанська богодільня для людей похилого віку зведена впродовж 1885—1890 років за проєктом Володимира Нємкіна. При ній відкрита церква ікони Божої Матері «Всіх скорботних Радість». Значна частина споруди була зруйнована російським авіаційним ударом у 2022 році. | неокласицизм                      | [ 168 ] [ 169 ]                 |